# Estádio Municipal de Guamaré
Estádio Municipal de Guamaré  – stadion piłkarski w Guamaré, w brazylijskim stanie Rio Grande do Norte. Na obiekcie swoje mecze rozgrywa klub Guamaré Esporte Clube.